# サウスカロライナ (原子力ミサイル巡洋艦)
| USS South Carolina seen here in 1997. | |
| 艦歴                                  | |
| 発注                                  | |
| 起工                                  | 1970年12月1日 |
| 進水                                  | 1972年7月1日 |
| 就役                                  | 1975年1月25日 |
| 退役                                  | 1998年9月4日 |
| その後                                | 原子力艦再利用プログラム |
| 除籍                                  | 1999年7月30日 |
| 性能諸元                              | |
| 排水量                                | 10,500 トン |
| 全長                                  | 181.7 m (596 ft) |
| 全幅                                  | 18.5 m (61 ft) |
| 吃水                                  | 9.60 m (31 ft 6 in) |
| 機関                                  | ジェネラル・エレクトリックD2G原子炉2基 |
| 最大速力                              | 30+ ノット |
| 航続距離                              | |
| 乗員                                  | 士官40名、兵員544名 |
| 兵装                                  | Mk.45 5インチ単装砲 2基 Mk.13 mod.7 単装ミサイル発射機 2基 Mk.16アスロック8連装発射機 1基 Mk.141 ハープーン4連装発射筒 2基 Mk.15 20mmファランクスCIWS 2基 Mk.32 324mm短魚雷3連装発射管 2基 |
| 搭載機                                | 発着艦スペースのみ |
| モットー                              | |

サウスカロライナ(USS South Carolina, DLGN/CGN-37)は、アメリカ海軍のミサイル巡洋艦。カリフォルニア級原子力ミサイル巡洋艦の2番艦。艦名はサウスカロライナ州に因み、その名を持つ艦としては5隻目。

## 艦歴
サウスカロライナはバージニア州ニューポート・ニューズのニューポート・ニューズ造船所で1970年12月1日に起工する。1975年1月25日にミサイルフリゲート DLGN-37 として就役したが、1975年6月30日にミサイル巡洋艦に艦種変更され CGN-37 の船体番号を与えられた。
サウスカロライナの最初の北大西洋配備はニミッツ戦闘グループに所属してのものであった。カリブ海での演習「ソリッド・シールド Solid Shield」に参加後、最初の地中海配備を1977年2月に完了し、サウスカロライナは姉妹艦のカリフォルニア(USS California, CGN-36)、空母ニミッツ(USS Nimitz, CVN-68)と共に11月に二度目の地中海配備に赴き、1978年7月にバージニア州ノーフォークに帰還した。
その後はドワイト・D・アイゼンハワー戦闘グループに所属し1979年1月に地中海へ再び展開した。
1980年には大西洋艦隊戦闘グループの一部としてインド洋に展開する。1981年11月にヴァージン諸島へ巡航した後、1982年1月から半年間、空母アイゼンハワー(USS Dwight D. Eisenhower, CVN-69)と共に配備される。
1985年はカリブ海での演習準備で新年が始まった。サウスカロライナは3月に地中海へ展開し、7か月の配備で46,500マイルを航行した。6月14日に発生したトランス・ワールド航空847便テロ事件に対処するためレバノンから展開し、その後は10月から翌1986年6月まで二度目の拡張メンテナンスを受ける。7月に北大西洋への巡航へ出発し、ドイツのヴィルヘルムスハーフェン、ノルウェーのオスロを訪問する。ノーフォークに帰還すると海外配備の準備を開始し、1986年12月30日にニミッツ戦闘グループの一部として展開する。
大西洋では合同演習を指揮、ヴィルヘルムスハーフェンを再び訪問し、1988年10月に母港に帰還する。
1988年12月にはルーズベルト戦闘グループに加わり地中海へ展開した。この配備中にサウスカロライナの艦載ヘリは悪天候で操舵不能となった7隻のヨットの乗員を救出した。1989年6月30日にノーフォークへ帰還し、ノーフォーク海軍造船所で4か月の信頼性試験を行った後空母フォレスタル(USS Forrestal, CVA-59)の護衛として一ヶ月間のカリブ海巡航を行う。
サウスカロライナは1990年1月5日にグアンタナモ湾に向けて出航し訓練に従事する。その後3月12日にカリブ海に向かい、4月13日から沿岸警備艦隊、 COMCARIBRON の旗艦として二度の対麻薬作戦に従事した。7月にも再びカリブ海での対麻薬作戦に従事し、第4統合任務群および COMCARIBRON の旗艦として作戦指揮を行った。
サウスカロライナは1990年10月1日にサラトガ戦闘グループとの作戦活動に向けて出航する。単独での大西洋横断に続いて、スエズ運河を初めて通過する。オペレーション・デザート・シールドでは紅海北部の海上阻止部隊、 COMDESRON 24 の旗艦を務め、同部隊の作戦活動期間に27回の臨検を行った。1990年11月7日に海軍作戦部長フランク・ケルソー提督がサウスカロライナを訪問した。
海上阻止部隊の作戦活動が完了すると、サウスカロライナはサウジアラビアのジッダを訪れ、同地を訪問した初の原子力艦となった。1991年1月にはセオドア・ルーズベルトおよびアメリカ戦闘グループと共に地中海中央部での作戦活動に参加した。
サウスカロライナはイタリアのタラントで1991年1月17日のオペレーション・デザート・ストーム開始時に配置換えされる。地中海における対空戦闘指揮艦として航空路防衛およびスエズ運河への接近作戦、オペレーション・シルバー・クラウドを指揮した。その後沈没した商船コンチネンタル・ロータスの生存者4名および死者29名を収容する作戦の監督を行った。1991年3月28日に母港へ帰還しノーフォーク海軍造船所入りする。ノーフォークでは戦闘システムのアップグレードと原子炉の燃料交換を行い、1994年3月30日に出港した。
その後10月から11月にかけてフロリダ海峡に於いてキューバ難民の救助、輸送作戦のオペレーション・エイブル・ヴァージルに参加し、乗組員は沿岸警備部隊栄誉章を受章した。翌年春には次の配備に向けて精密検査を受ける。
1995年の秋に11度目の配備に入る。今回の巡航は旧ユーゴスラビアの支援作戦、オペレーション・デナイ・フライト、シャープ・ガード、デサイシヴ・エンデバーへの参加であった。それらの作戦はNATOの作戦、オペレーション・ジョイント・エンデバーの一環であった。サウスカロライナはアドリア海で防空作戦指揮艦の役割を果たし、部隊勲功章および装甲軍従軍メダルを受章した。1996年春に母港へ帰還し、翌年春にはジョージ・ワシントン戦闘グループの一部として艦隊作戦活動に入る。4月から6月にかけて演習 COMPTUEX に戦闘グループと共に参加し、大西洋艦隊における最も大規模で成功した艦対空ミサイル演習に於いて防空作戦指揮艦の役割を果たした。1997年8月にサウスカロライナは Fleetex に参加し、次の配備の準備を完了した。
1997年10月にサウスカロライナは最後の地中海巡航に出航し、イスラエルのハイファ、イタリアのナポリ、スペインのロタを含む13の港を訪れた。第6艦隊では防空作戦指揮艦として3度の主なNATO演習に参加した。1998年4月に母港ノーフォークへ帰還し、その数週間後にカリブ海南西で6週間の対麻薬作戦に従事するため出航する。
サウスカロライナは1998年8月10日から12日までチャールストンへ最後の訪問を行う。その後9月4日に退役し、10月1日にピュージェット・サウンド海軍造船所で原子力艦再利用プログラムに基づき解体が始まる。1999年7月30日に除籍され、解体は2000年3月28日に完了した。